# Pojezierze Brasławskie

Pojezierze Brasławskie

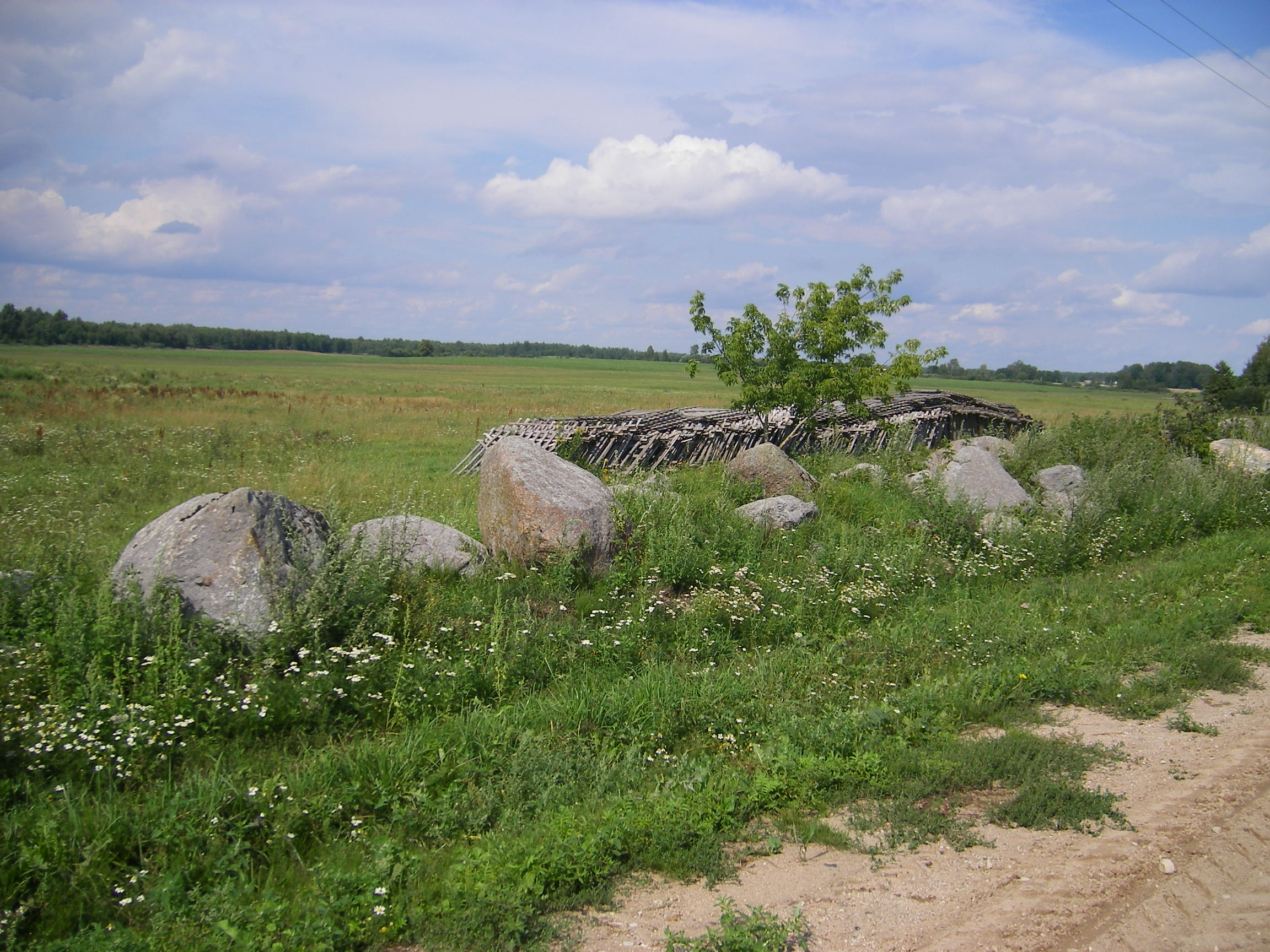
Krajobraz Pojezierza Brasławskiego

Pojezierze Brasławskie (biał. Браслаўская града, Brasłauskaja hrada; ros. Браславская гряда, Brasławskaja griada) – część Pojezierzy Wschodniobałtyckich, leżąca głównie na Białorusi (północny zachód), częściowo na Litwie i Łotwie .
Znajduje się pomiędzy Pojezierzem Łatgalskim na północy, a Równiną Połocką na południu .
Ośrodek w Brasławiu (główne miasto ), powierzchnia ok. 1900 km², w tym ok. 10% pokryte przez jeziora (ponad 4000 jezior ), największe z nich to Dryświaty, Snudy-Strusto, Drywiaty . Największa rzeka – Drujka. Porośnięte przez lasy sosnowe z udziałem świerków .